# Dicallaneura conos
Dicallaneura conos är en fjärilsart som beskrevs av Hans Fruhstorfer 1904. Dicallaneura conos ingår i släktet Dicallaneura och familjen Riodinidae. Inga underarter finns listade i Catalogue of Life.